# Гонгадзе, Мирослава Владимировна
Миросла́ва Влади́мировна Гонга́дзе (укр. Мирослава Володимирівна Гонгадзе, урождённая Петришин) — украинская журналистка, живущая сейчас в США. Её муж, журналист Георгий Гонгадзе, был похищен и убит в 2000 году. С тех пор она стала видным общественным деятелем, выступающим за свободу печати и защиту безопасности журналистов на Украине. Продолжает добиваться правосудия в деле об убийстве её мужа.

## Биография
Мирослава Владимировна Петришин родилась 19 июня 1972 года в Бережанах (Тернопольская область УССР). Она получила степень магистра в области гражданского права Львовского университета (который окончила в 1997 году), а в начале 1990-х работала в качестве юридического консультанта органов местного самоуправления.
В начале 1990-х годов Мирослава Петришин стала участвовать в журналистике и украинской политике. В 1993 году она была специалистом отдела информации журнала «Post-Поступ». В 1994 и 1995 годах занимала должность заместителя директора и директора пресс-центра политического союза «Новая волна» (укр. Нова хвиля). В течение 1995 года была главой отдела по СМИ Международного пресс-центра СТБ (укр. Міжнародний Медіа Центр — СТБ), а в 1998 году была руководителем по связям с общественностью в ежедневной газете «День».
В то же время Мирослава Петришин стала активной в кинопроизводстве. Она была помощником режиссёра короткометражного документального фильма Георгия Гонгадзе «Тени войны» (укр. Тіні війни, 1993) о грузино-абхазском конфликте и исполнительным продюсером «Защитников мечты» (укр. Охоронці мрії, 1996).
Мирослава Петришин вышла замуж за Георгия Гонгадзе в 1995 году, и у них родились дочери-близнецы в 1997 году. Вместе с мужем Мирослава Гонгадзе продолжала работать в журналистских проектах против администрации президента Леонида Кучмы.
В 2000 году Георгий Гонгадзе был похищен и убит. Секретные записи, предоставленные одним из телохранителей президента и опубликованные оппозиционными политиками, свидетельствовали против Кучмы. Последующие политические разногласия стали известны как кассетный скандал, который снизил популярность Кучмы и стал одной из предпосылок Оранжевой революции 2004 года. Он также сделал известной Мирославу Гонгадзе как борца за демократию, права человека и свободу прессы на Украине. Она продолжала добиваться справедливости в деле похищения и убийства её мужа.
Она и двое её детей получили политическое убежище в США в 2001 году. В интервью «Газете по-киевски» в феврале 2005 года Мирослава Гонгадзе сказала, что «вернётся в Украину, если» будут «наказаны не только исполнители, но и заказчики убийства» её мужа. С момента прибытия в США Гонгадзе работала телевизионным и радийным корреспондентом «Голоса Америки», внештатным корреспондентом радио «Свобода» и приглашённым исследователем Института европейских, русских и евразийских исследований в Университете Джорджа Вашингтона в Вашингтоне. В 2001 году Гонгадзе была награждена стипендиальной программой Рейгана — Фэшела для исследования роли СМИ в переходе Украины к демократии.
С декабря 2021 года является Главой Восточноевропейского Бюро «Голоса Америки».
В октябре 2009 года она заняла 91-е место в списке 100 «самых влиятельных женщин Украины», составленном экспертами для украинского журнала «Фокус». В аналогичном рейтинге в 2010 году она заняла 52-е место.
Гонгадзе скептически относится к политическому состоянию современной Украины. В статье в «The Wall Street Journal» от 23 ноября 2009 года она утверждала, что украинская демократия вырождается, а свобода прессы находится под угрозой.
С 2004 года — редактор, продюсер и ведущая телепрограммы «Час-Time» украинской службы «Голоса Америки», которая выходила в эфир украинского 5-го канала.
В 2014 году была соведущей проекта «Национальные дебаты» на Первом национальном телеканале. С марта 2015 года — ведущая програмы «Prime Time» на «UA: Перший».
В 2015 году возглавила украинскую службу «Голоса Америки».
В марте 2024 года вошла в консультативный совет «Украинской Правды».

## Европейский суд по правам человека
16 сентября 2002 года она подала жалобу в Европейский суд по правам человека, ссылаясь на статью 2 (право на жизнь) Европейской конвенции по правам человека и утверждая, что смерть мужа стала результатом насильственного исчезновения и что украинские власти оказались не в состоянии защитить его жизнь. Она также заявила, что атмосфера страха и неуверенности, а также неполная и противоречивая информация, представленная в ходе следствия, вынудила её покинуть страну и причинила ей страдания — в нарушение статьи 3 (запрещение бесчеловечного и унижающего достоинство обращения) Конвенции. 31 марта 2005 года суд признал её жалобу приемлемой и тем самым согласился продолжить её дело против государства Украина.
8 ноября 2005 года Европейский суд по правам человека вынес своё решение по делу Мирославы Гонгадзе против Украины в пользу вдовы журналиста. Согласно решению суда, Украина нарушила статьи 2, 3, 13 и 41 Европейской конвенции по правам человека, не защитив право на жизнь мужа заявительницы Георгия Гонгадзе.
Согласно решению, расследование не было адекватным и причинило много моральных травм заявителю. Суд присудил заявителю 100 тысяч евро в качестве компенсации материального и морального вреда.

## Судебное разбирательство 2006 года
Во время президентской кампании 2004 года оппозиционный кандидат Виктор Ющенко пообещал расследовать дело в случае, если он станет президентом. Ющенко стал президентом после Оранжевой революции и сразу же начал новое расследование, заменив генерального прокурора.
Судебное разбирательство об убийстве Гонгадзе началось 9 января 2006 года в Киеве. Три бывших сотрудника МВД обвинялись в убийстве Георгия Гонгадзе. Другой подозреваемый, бывший генерал милиции Алексей Пукач, как полагали, бежал за границу, но был найден на территории Украины в 2009 году, арестован и обвинён. В день начала разбирательства Мирослава Гонгадзе прокомментировала тот факт, что никто не был обвинён в заказе убийства: «Они известны и должны быть наказаны так же, как и те, кто будет сидеть на скамье подсудимых сегодня».

## Фонд Гонгадзе
В целях содействия расследованию убийства её мужа и содействия свободе печати и безопасности других журналистов и политических активистов на Украине Мирослава Гонгадзе основала Фонд Гонгадзе в 2001 году. Фонд сотрудничает с другими журналистскими организациями, такими как «Репортёры без границ», в лоббировании международных организаций, чтобы содействовать расследованию похищения и убийства Георгия Гонгадзе. Они получили поддержку со стороны Парламентской ассамблеи Организации по безопасности и сотрудничеству в Европе, а также Парламентской ассамблеи Совета Европы. В 2001 году Европейский парламент принял решение организовать международный комитет для расследования этого дела.
Фонд также сотрудничал с Украинским золотым крестом для оказания финансовой поддержки семьям других убитых украинских журналистов, таких как Игорь Александров.
Ко второй годовщине исчезновения Георгия Гонгадзе Фонд Гонгадзе организовал программу «Реквием 2002», включая поминальные службы и протесты у украинских посольств и консульств. Мероприятия были поддержаны Freedom House и Комитетом защиты журналистов и получили письма поддержки от нескольких членов Палаты представителей США.

## Награды
- Орден княгини Ольги III степени (10 декабря 2014) — За весомый личный вклад в развитие журналистики, активную общественную деятельность и высокое профессиональное мастерство[7]